# كأس الإنتركونتيننتال 1983
كأس الإنتركونتيننتال 1983 هو الموسم 22 من  كأس الإنتركونتيننتال. الذي يشرف على تنظيمه الاتحاد الأوروبي لكرة القدم، وكان عدد الأندية المشاركة فيه  2، وفاز فيه غريميو بورتو أليغرينزي.